# オホーツク海気団
オホーツク海気団（オホーツクかいきだん）とは、オホーツク海上に発生する気団である。寒帯海洋性気団に属する。比較的寒冷・多湿な気団。オホーツク海高気圧のほぼ全域を構成しているため、オホーツク海高気圧も寒冷・多湿で、高気圧である。

## やませ
オホーツク海気団の勢力が強かったり、位置が変わったりすると、気団から南に向かって冷涼な北東風が吹き出すことがある、この風をやませと呼ぶ。やませは日本の北海道、東北地方から関東地方までの太平洋側などにしばしば低温をもたらし、冷害により農作物への影響が出ることがある。
もともと低温に適した品種の稲が栽培されている北海道よりも、高温に耐えうる品種の稲が栽培されている東北地方のほうが、米作への被害が大きい。1980年や1993年のような著しい冷害の場合は、奥羽山脈や三国山脈などを隔てた東北・北陸の日本海側では10a当たりの米の収穫量が300kg以上であるのに対して、東北太平洋側北部では10aあたり60kg前後というような、凶作となることがある。
梅雨の時期にやませが発生すると、東北の太平洋側や関東で気温の上がり方が鈍くなり、梅雨寒となる。時には、大阪・名古屋と東京との気温差が10度以上になる日もある。場合によっては東京の気温が札幌の気温より低くなることさえある。